# Metallichneumon neurospastarchus
Metallichneumon neurospastarchus är en stekelart som beskrevs av David B. Wahl och Sime 2002. Metallichneumon neurospastarchus ingår i släktet Metallichneumon och familjen brokparasitsteklar. Inga underarter finns listade i Catalogue of Life.